# Paranebalia longipes
Paranebalia longipes is een kreeftachtigensoort uit de familie van de Paranebaliidae. De wetenschappelijke naam van de soort is voor het eerst geldig gepubliceerd in 1875 door Willemoës-Suhm.